# Serra de la Papiola
La Serra de la Papiola o La Papiola és una serra situada als municipis d'Albinyana i el Vendrell al Baix Penedès, amb una elevació màxima de 250,4 metres. La paraula papiola és una diminutiu de pòpia, un orònim freqüent que significa turó, derivat del llatí vulgar pupea que significa mamella. Recentment també s'ha donat aquest nom a una urbanització nova. A Albinyana, més a prop del poble hi ha un petit turó, la Papioleta.
| «                                                 | Davant meu tinc la suau i femenina serra de la Papiola que és, en realitat, una elegant dama encantada en espera, que algú, amb prou ronyons, la desencanti, complint segons diuen, nocturns rituals previstos. Quan això passi, afegeixen, només una plana separarà Albinyana del Vendrell, cosa realment meravellosa a la vegada que pràctica. | » |
| — Joan Perucho, «Els fantasmes d'Albinyana», 1974 | |   |